# Ткаченко, Владимир Борисович
Влади́мир Бори́сович Ткаче́нко (10 ноября 1972, Херсон) — российский рок-музыкант, автор песен. Один из основателей и постоянный участник группы «Ундервуд».

## Биография

### Школьные годы
С 1-го по 3-й класс учился в Херсонской средней школе № 7. С 4-го по 8-й класс — в Херсонской средней школе № 30. Одновременно учился в детской музыкальной школе № 2 по классу фортепиано у педагога Герасименко Валентины Дмитриевны. После 8-го класса поступил в Херсонское медицинское училище, которое закончил в 1991 году с дипломом фельдшера.

### Институт и врачебная деятельность
В 1991 году Ткаченко поступает в Крымский государственный медицинский институт  в городе Симферополь, где вместе с Максимом Кучеренко в 1995 году создаёт группу «Ундервуд». В 1997 году после окончания медицинского института возвращается в Херсон, где работает анестезиологом-реаниматологом в городской больнице Суворовского района.

### Профессиональный творческий путь
В апреле 2000 года Ткаченко переезжает в Москву, где решает продолжить музыкальную деятельность. Записав на кассету под гитару несколько песен, он встречается с известным продюсером «Снегири-музыка» Олегом Нестеровым. Репертуар заинтересовал Олега Нестерова. Он предлагает продюсирование группы, а сам, по собственному признанию, в течение всего лета слушает кассету, подаренную Владимиром Ткаченко. Летом 2000 года Ткаченко предлагает работающему врачом-психиатром в одной из больниц Севастополя Максиму Кучеренко переехать в Москву и продолжить творческую деятельность.
Является солистом группы «Ундервуд», автором текстов и музыки песен группы, а также автором четырёх стихотворных сборников в равной степени с Максимом Кучеренко.
В 2013 году стал лауреатом Волошинской премии «За вклад поэзии в музыку». Получил удостоверение члена Союза российских писателей.

### Творческая деятельность вне группы «Ундервуд»
Автор музыки к  спектаклям «Яблочный вор» (2003), «Хозяйка гостиницы» (2007) и  музыки к  фильму «Откройте, Дед Мороз» (2007).
Автор текстов к  сольным альбомам Александра Кутикова «Демоны любви» (2009) и «Бесконечно-мгновенно» (2015).
Автор песен для Нонны Гришаевой «Она в этой роли» (2013) и  Александра Демидова «Маски» (2012).

## Личная жизнь
Жена Светлана. Дочь Софья.